# Räddningsstation Västerås (sjöräddning)

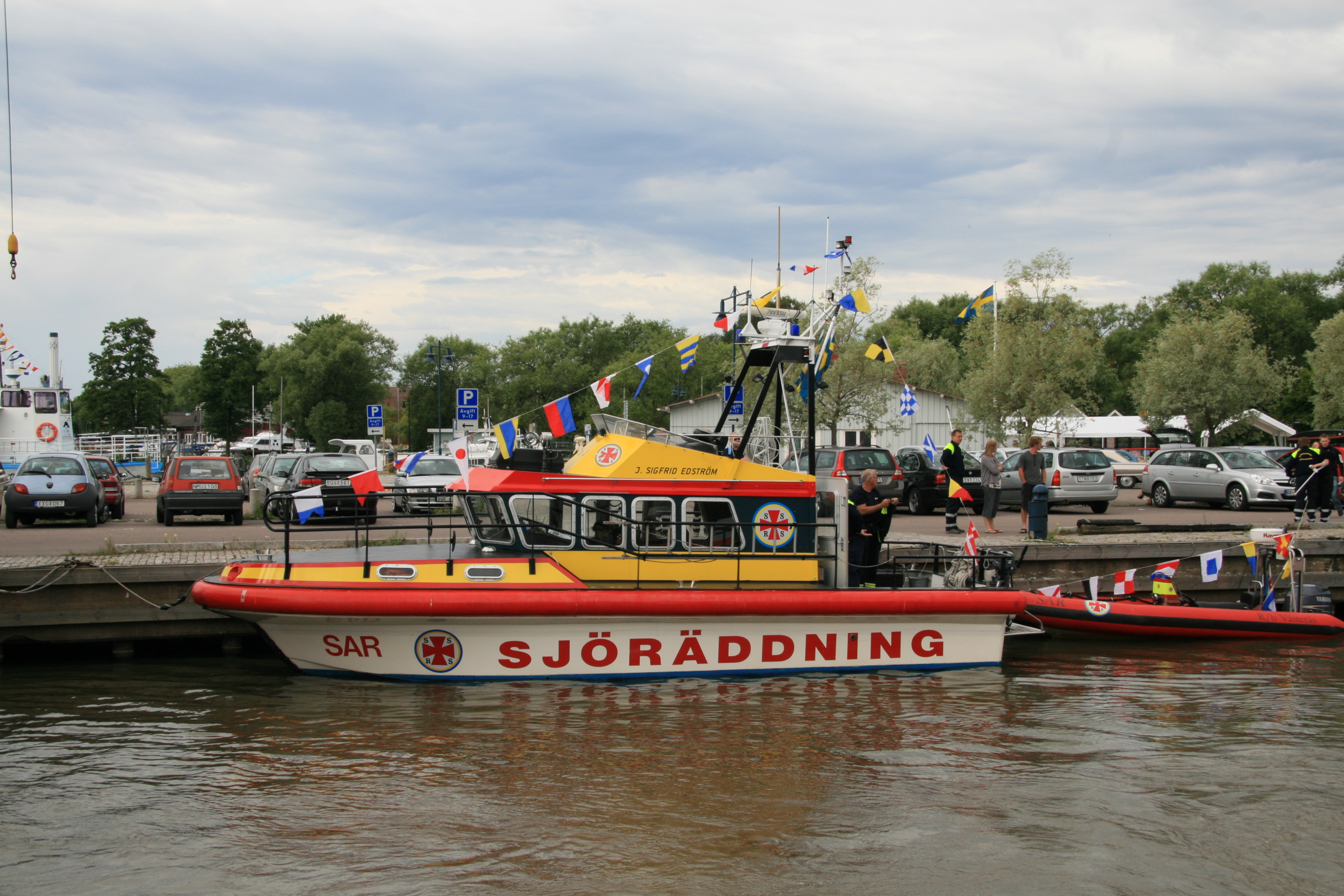
Rescue J Sigfrid Edström i Västerås, 2008

Räddningsstation Västerås är en av Sjöräddningssällskapets räddningsstationer.
Räddningsstation Västerås ligger vid Svartåns utlopp i Mälaren vid Färjkajen i Västerås hamn. Den inrättades 1978 och har omkring 25 frivilliga sjöräddare. Dess arbetsområde är mellan Galten och Granfjärden i Mälaren.

## Räddningsfarkoster
- Rescue 11-04 Hans Carlsson, en 11 meter lång räddningsbåt av Postkodlotterietklass, byggd 2015
- Rescue 8-22 Odd Fellow Mälaren, en 8,4 meter lång räddningsbåt av Gunnel Larssonklass, byggd 2008
- Rescue Torbjörn, en 5,55 meter Ivanoff Hovercraft täckt svävare, byggd 2008
- Miljöräddningssläp Västerås

## Tidigare räddningsfarkoster i urval
- Rescue J Sigfrid Edström av Eskortenklass